# Kgospoda namdža
Kgospoda namdža (v korejském originále 꽃보다 남자, Kkotboda Namja; anglicky Boys Over Flowers) je jihokorejský televizní seriál z roku 2009, v němž hrají Gu Hje-son, Lee Min-ho, Kim Hjon-džung, Kim Pum a Kim So-ŭn. Vysílán byl na KBS2 od 27. dubna do 16. června 2015 každé pondělí a úterý ve 21.55. Skládá se z 25 epizod. Je založen na japonském seriálu Boys Over Flowers (Hana Yori Dango), který napsal Joko Kamio.

## Obsazení
| Ku Hje-son    | Kum Čan-di |
| Lee Min-ho    | Ku Čun-pjo |
| Kim Hjon-čung | Jun Či-hu  |
| Kim Pom       | So I-džung |
| Kim So-ŭn     | Song U-pin |